# Bomba burząca 300 kg PuW
Bomba burząca 300 kg PuW – niemiecka bomba burząca wagomiaru 300 kg przeznaczona do zwalczania silnie umocnionych fortyfikacji frontowych i budowli na zapleczu frontu. Około 160 sztuk tych bomb zdobyto na opanowanym w czasie powstania wielkopolskiego poznańskim lotnisku Ławica i były następnie używane przez polskie Lotnictwo Wojskowe.
Bomba burząca 300 kg PuW miała kroplowy korpus zakończony statecznikiem. Korpus składał się z kilku części połączonych nitami. Do korpusu przymocowany był pierścień z uszkiem umożliwiający podwieszenie bomby. Bomba elaborowana była mieszaniną dinitrotoluenu z dinitronaftalenem i  trinitronaftalenem. Bomba była uzbrajana zapalnikiem głowicowym i dennym. Zapalniki były zabezpieczone wyjmowaną przed lotem zawleczką. Uzbrojenie zapalników po zrzucie następowało pod wpływem siły odśrodkowej wirującej wokół osi podłużnej bomby (ruch wirowy osiągnięto dzięki odpowiedniemu kształtowi brzechw). Zamiast zapalnika głowicowego o działaniu natychmiastowym możliwe było zastosowanie tzw. zapalnika minowego działającego z 60 s zwłoką.